# Fondation Ateliers d'artiste
La Fondation Ateliers d'artiste, abrégée FAA, est une fondation suisse dont l'objectif est de sauvegarder et valoriser des fonds d'artistes qui ont été (et parfois sont toujours) actifs en Suisse romande.

## Description et objectifs
La Fondation Ateliers d'artiste est créée le 17 juin 2004 à Chexbres.
Elle a pour mission d'« encourager la conservation et l'entretien d'un ensemble d'œuvres » d'artistes suisses romands de valeur dont les fonds lui ont été remis. Elle veille à ce que des artistes de qualité ne sombrent pas dans l'oubli après leur disparition, et à ce que leurs œuvres et archives ne soient pas détruites,. Elle s'efforce ainsi de contribuer à leur reconnaissance et à leur étude, notamment par des expositions en ses murs ou à l'extérieur.
Son président, Jean Menthonnex, déclare en 2021 que cette association est « complémentaire aux musées » qui ne peuvent accueillir l'intégralité des fonds d'artistes.

### Sites de la fondation
À partir de l'été 2013, la ville de Pully met trois abris de protection civile à la disposition de la fondation pour conserver ses œuvres.
En janvier 2018, grâce à la Fondation Ishana, la FAA acquiert plusieurs bâtiments historiques en ville de Saint-Maurice, aux numéros 74 à 80 de la Grand-Rue, en face de l'Abbaye. Ils servent de lieux d'entreposage pour les fonds, tout en offrant des salles de travail et d'exposition.

## Actions
La FAA accueille plusieurs milliers de gravures, dessins, croquis, peintures et sculptures.

### Artistes notables dont les fonds sont conservés[Note 1]
- Marcel Amiguet
- Jean Apothéloz
- Nanette Genoud
- Jean-Claude Hesselbarth
- John-Francis Lecoultre
- Charles Meystre
- Paul Monnier
- Martin Müller-Reinhart
- Henri Noverraz
- Marcel Poncet
- Simone de Quay (de)
- André Ramseyer
- Julien Renevier
- Tell Rochat
- Rolf Roth
- Georges Schneider
- Frédéric Studer (Urs)
- Jacques Tyack
- Denise Voïta
- Charles Vuillermet

### Expositions organisées
- 2023: Une confrontation, Christiane Cornuz et Jean-Pierre Schüpbach[7],[8].
- 2024: Paysages intérieurs, Maya Boisgallays[9]
- 2025: À nous maintenant d'ouvrir grands les yeux, Jean-Claude Hesselbarth, Philippe Jaccottet[10].

### Publications
- Jean Menthonnex, Philippe Kaenel, Catherine Piguet et Walter Tschopp, Redécouvertes : la Fondation Ateliers d'Artiste, Infolio, 2021 (ISBN 978-2-88968-028-3)
- Philippe Kaenel et Léa Béguin, Femmes et artistes après 1930: dans les collections de la Fondation Ateliers d'artiste [exposition, Saint-Maurice (Suisse), 6 avril-7 juillet 2024], Infolio, 2024, 144 p. (ISBN 978-2-88968-140-2)
- Coll., Maya Boisgallays, Paysages intérieurs, Éditions Atelier De Grandi, 2024, 172 p.  (ISBN 978-2-8399-4213-3).